# Roger Battaglia
Roger Forst de Battaglia (9. října 1873 Bochnia – 17. května 1950 Krakov) byl rakouský politik polské národnosti z Haliče, na počátku 20. století poslanec Říšské rady.

## Biografie
Pocházel patrně z šlechtického rodu Battaglia de Sopramonte e Ponte Alto, který původně sídlil v Benátsku a později se přesunul do Čech. Měl titul svobodného pána (barona).
Studoval práva a národohospodářství na Lvovské univerzitě, kde získal titul doktora práv. Napsal řadu národohospodářských studií. Působil jako politik a národohospodář. Zastával funkci ředitele Ústředního svazu haličkého průmyslu ve Lvově. V roce 1912 spoluzakládal Polsko-americkou národní banku v Krakově a byl potom až do roku 1931 jejím ředitelem. Od roku 1924 do roku 1939 působil jako člen Svazu průmyslníků v Krakově.
V letech 1908–1913 působil jako poslanec Haličského zemského sněmu. V roce 1908 se uvádí jako kandidát Národní demokratické strany (Stronnictwo Narodowo-Demokratyczne), která byla ideologicky napojena na politický směr Endecja. Zvolen byl za obvod Lvov.
Působil i jako poslanec Říšské rady (celostátního parlamentu Předlitavska), kam usedl v doplňovacích volbách do Říšské rady roku 1906 za kurii městskou v Haliči, obvod Tarnów, Bochnia. Nastoupil 24. dubna 1906. Uspěl i v řádných volbách do Říšské rady roku 1907, konaných poprvé podle všeobecného a rovného volebního práva. Zvolen byl za obvod Halič 16.
V roce 1906 se uváděl coby člen poslaneckého Polského klubu, v jehož rámci patřil k demokratické frakci. I po volbách roku 1907 patřil do parlamentního Polského klubu. Od roku 1910 byl členem Polské sociálně demokratické strany Haliče a Slezska.